# Troy Davis-fallet
Troy Anthony Davis, född 9 oktober 1968, död 21 september 2011 i Butts County, Georgia (avrättad), var en amerikansk medborgare som dömdes för mordet på polisofficeren Mark MacPhail 1989. Verkställandet av Davis dödsstraff blev uppskjutet tre gånger. Davis avrättades den 21 september 2011 och blev den 35:e personen som avrättats i USA under 2011.

## Uppväxt
Davis var äldsta barnet till krigsveteranen Joseph Davis och vårdarbetaren Virginia Davis. Paret skilde sig då Davis ännu var mycket ung och han växte upp med fyra syskon i det huvudsakligen svarta medelklassområdet Cloverdale i Savannah.

## Rättegång och dom
Den 15 november 1989 dömde en jury Davis för mord. Davis förklarade sig icke skyldig i april 1990. Fallet blev uppmärksammat eftersom det inte fanns några fysiska bevis för att han var skyldig samt att sju av nio vittnen i efterhand ändrade sina vittnesmål.

## Fjärde datumet för dödsstraffets genomförande
Den 7 september 2011 bestämdes det nya datumet för dödsstraffets verkställande till den 21 september 2011.
Troy Davis avrättades genom en giftinjektion och dödförklarades 23.08 lokal tid (05.08 svensk tid).

### U.S. Supreme Court
- Troy Anthony Davis v. Georgia, No. 08-66 (petition for writ of certiorari), docket
- In re Troy Anthony Davis, No. 08-1443 (petition for writ of habeas corpus), docket
- In re Troy Anthony Davis, No. 08-1443, Order of the Court and concurring opinion by Justice Stevens, August 17, 2009
- In re Troy Anthony Davis, No. 08-1443, Dissenting opinion by Justice Scalia, August 17, 2009

### U.S. District Court
- In re Troy Anthony Davis, No. CV409-130, (S.D. Ga. Aug. 24, 2010), Final Order Denying Petition for Writ of Habeas Corpus as to Troy Anthony Davis. pages 1-62; pages 63-174.

### Multimedia
- Judge Rejects Death Row Prisoner Troy Davis’s Innocence Claim - video report by Democracy Now!